# Gilles Leroy
Gilles Leroy (Bagneux, 28 dicembre 1958) è uno scrittore e drammaturgo francese.

## Biografia
Gilles Leroy è nato il 28 dicembre 1958 a Bagneux, nella regione dell'Île-de-France.
Dopo i corsi di scienze sperimentali alle superiori, si è laureato in lettere specializzandosi attraverso i viaggi nello studio della letteratura giapponese e americana e ha mosso i primi passi nel giornalismo.
Il suo esordio nella narrativa è avvenuto nel 1987 con il romanzo Habibi al quale hanno fatto seguito altre opere in parte autobiografiche (come il racconto Maman est morte del 1990 dedicato alla malattia e morte della madre). A partire dal 1992 ha abbandonato la carriera giornalistica per concentrarsi sulla scrittura e tra anni più tardi ha lasciato Parigi per ritirarsi nella campagna francese.
Autore di una ventina di opere tra romanzi, racconti, novelle, saggi e pièce teatrali, ha ricevuto numerosi riconoscimenti tra quali si ricorda il Premio Goncourt nel 2007 per il romanzo Alabama song, una biografia romanzata della scrittrice Zelda Sayre Fitzgerald.

## Opere principali

### Romanzi
- Habibi (1987)
- Madame X (1992)
- Les Jardins publics (1994)
- Les Maîtres du monde (1996)
- Machines à sous (1998)
- Sole nero (Soleil noir, 2000), Milano, Baldini Castoldi Dalai, 2009 traduzione di Margherita Botto ISBN 978-88-6073-604-8.
- L’Amant russe (2002)
- Grandir (2004)
- Champsecret (2005)
- Alabama Song (2007), Milano, Baldini Castoldi Dalai, 2008 traduzione di Margherita Botto ISBN 978-88-6073-694-9.
- Zola Jackson (2010)
- Dormir avec ceux qu'on aime (2012)
- Nina Simone, romanzo (Nina Simone, roman, 2013), Roma, Gremese, 2016 ISBN 978-88-8440-924-9.
- Le Monde selon Billy Boy (2014)
- Dans les westerns (2017)

### Racconti
- Maman est morte (1990)

### Novelle
- Les derniers seront les premiers (1991)

### Saggi
- Le chateau solitude (2016)

### Teatro
- Le Jour des fleurs (2005)
- Ange Soleil (2011)

## Alcuni riconoscimenti
- Prix Valery-Larbaud: 1999 per Machines à sous
- Ordre des arts et des lettres: nominato Cavaliere nel 2005
- Premio Goncourt: 2007 per Alabama Song
- Ordine nazionale al merito: nominato Cavaliere nel 2010